# Championnat du Malawi de football 2002-2003
Navigation
Saison précédente Saison 2005
La saison 2002-2003 du Championnat du Malawi de football est la dix-huitième édition de la Super League, le championnat de première division malawite. Elle se déroule sous la forme d’une poule unique avec seize formations, qui s’affrontent à deux reprises. En fin de saison, pour permettre le passage à un championnat à quinze équipes, les quatre derniers du classement sont relégués et remplacés par les trois meilleurs clubs de D2.
C'est le quadruple tenant du titre, Bakili Bullets qui remporte à nouveau le championnat cette saison, après avoir terminé en tête du classement final, avec un seul point d'avance sur MTL Wanderers et dix sur MDC United. C'est le huitième titre de champion du Malawi de l'histoire du club.

## Les clubs participants
- Bakili Bullets[1]
- Moyale Barracks FC
- CIVO United
- Silver Strikers
- Red Lions Zomba
- Illovo FC
- ADMARC Tigers
- MTL Wanderers
- Michiru Castles
- Blantyre University FC
- Dwanga Sugar Corporation FC
- Super ESCOM
- MDC United
- Mzuzu University FC - Promu de D2
- Blue Eagles FC - Promu de D2
- Chilomoni Rangers FC - Promu de D2

## Compétition

### Classement
| Rang | Équipe                      | Pts | J  | G  | N | P  | Bp | Bc  | Diff |
| ---- | --------------------------- | --- | -- | -- | - | -- | -- | --- | ---- |
| 1    | Bakili BulletsT             | 70  | 30 | 21 | 7 | 2  | 81 | 28  | +53  |
| 2    | MTL Wanderers               | 69  | 30 | 21 | 6 | 3  | 70 | 28  | +42  |
| 3    | MDC United                  | 60  | 30 | 18 | 6 | 6  | 81 | 46  | +35  |
| 4    | Silver Strikers             | 53  | 30 | 15 | 8 | 7  | 60 | 30  | +30  |
| 5    | Moyale Barracks FC          | 52  | 30 | 15 | 7 | 8  | 54 | 38  | +16  |
| 6    | Blue Eagles FCP             | 48  | 30 | 14 | 6 | 10 | 58 | 45  | +13  |
| 7    | ADMARC Tigers               | 48  | 30 | 13 | 9 | 8  | 52 | 39  | +13  |
| 8    | Dwanga Sugar Corporation FC | 45  | 30 | 12 | 9 | 9  | 33 | 24  | +9   |
| 9    | Red Lions Zomba             | 42  | 30 | 11 | 9 | 10 | 53 | 44  | +9   |
| 10   | Illovo FC                   | 40  | 30 | 11 | 7 | 12 | 51 | 56  | -5   |
| 11   | Super ESCOM                 | 40  | 30 | 11 | 7 | 12 | 37 | 42  | -5   |
| 12   | CIVO United                 | 36  | 30 | 10 | 6 | 14 | 38 | 44  | -6   |
| 13   | Blantyre University FC      | 22  | 30 | 5  | 7 | 18 | 41 | 67  | -26  |
| 14   | Chilomoni Rangers FCP       | 19  | 30 | 5  | 4 | 21 | 29 | 83  | -54  |
| 15   | Michiru Castles FC          | 14  | 30 | 4  | 2 | 24 | 24 | 377 | -353 |
| 16   | Mzuzu University FCP        | 10  | 30 | 2  | 4 | 24 | 22 | 94  | -72  |

|  | Qualification pour la Ligue des champions de la CAF 2004 |
|  | Relégation directe en deuxième division                  |
|  | T : Tenant du titre P : Promu de deuxième division       |

## Bilan de la saison
| Championnat du Malawi de football 2002-2003 |                           |
| Champion                                    | Bakili Bullets (8e titre) |
| Qualifications continentales                |                           |
| Ligue des champions de la CAF 2004          | Bakili Bullets            |
| Coupe de la confédération 2004              | Aucun                     |
| Promotions et relégations                   |                           |
| Promus en Super League                      | MAFCO FC                  |
| Promus en Super League                      | Sammy's United            |
| Promus en Super League                      | MZADD Rangers FC          |
| Relégués en National League                 | Blantyre University FC    |
| Relégués en National League                 | Chilomoni Rangers         |
| Relégués en National League                 | Michiru Castles FC        |
| Relégués en National League                 | Mzuzu University FC       |